# Polán
Polán es un municipio y localidad española de la provincia de Toledo, en la comunidad autónoma de Castilla-La Mancha. El término municipal tiene una población de 3932 habitantes (INE 2024).

## Toponimia
Distintos hallazgos arqueológicos como una estela funeraria romana, ponen a Polán en contacto con la época romana, y su proximidad a Toledo –así como más restos arqueológicos encontrados en sus alrededores- hacen suponer que debió ser un lugar poblado por visigodos y árabes. Su topónimo “pola” hace referencia a “puebla”, a una repoblación cristiana que se efectuó entre la Reconquista de Toledo por Alfonso VI y la posterior ampliación de las fronteras del sur del Tajo, ya bajo el reinado de Alfonso VII. Este rey dividió el territorio en cuatro partes, una para Domingo Abumelec, y tres para el mozárabe Miguel Azarafi, quien repartió la mitad entre cuarenta y seis pobladores que, mediante una carta puebla, fundaron Polán.

## Geografía
Linda con los términos municipales de Burujón, Albarreal de Tajo, el término segregado de Argés, Toledo, Guadamur, Casasbuenas, Noez, Totanés, Gálvez y La Puebla de Montalbán, todos de Toledo.

## Historia

### Edad Antigua
Se han encontrado restos arqueológicos del tiempo de los romanos, aunque es probable que su origen sea anterior. Tal vez haya una correspondencia entre una antigua ubicación de Polán y el asentamiento romano llamado Flavia Augusta, entre las fincas de Alpuébrega y de Bañuelos. En el lugar denominado El Argeal, a 1,5 km del núcleo actual de Polán, se halló una estela funeraria romana de finales del siglo II de nuestra era, que se une a otras dos más halladas en el término. Asimismo, se han encontrado restos de cerámica romana del tipo terra sigillata y otros más bastos de elaboración indígena de entre los siglos I y V de nuestra era, y monedas de la época del emperador Trajano.
Los historiadores señalan dos grandes combates en el entorno de Polán en época romana: uno el 185 a. C. y otro el 182 a. C., ambos saldados con derrotas de la población indígena. La posterior red viaria romana propició la creación de dos núcleos urbanos, Iturbida y Libura, uno a cada orilla del Tajo: el de la derecha entre Malpica de Tajo, El Carpio de Tajo y La Puebla de Montalbán, y el de la izquierda en Alpuébrega.

### Edad Media
No hay apenas documentación de las épocas visigótica y musulmana. Con respecto a la primera hay que destacar la proximidad a Toledo y al vecino Guadamur, en el que se halló el Tesoro de Guarrazar, aparte de la importancia que seguiría teniendo la red viaria antes mencionada, por su estratégica situación, y la primacía espiritual del no lejano templo visigótico de Melque. La tradición popular quiere que en la zona de Bañuelos existiera un núcleo de población musulmana, pero falta la comprobación arqueológica.
Durante la Reconquista, la zona de Polán siguió siendo estratégica. En 1085 Alfonso VI ocupa Toledo y decide ceder las tierras del actual Polán, incluidas sus rentas, a la Iglesia (Libro de los Privilegios de Toledo, 1086). Comienza entonces la repoblación, fundamentalmente por castellanos, aunque hay que tener en cuenta a la población mozárabe que tenía sus propiedades y trabajaba en los entornos rurales de la ciudad de Toledo. Las disputas entre ambos grupos trató el rey de resolverlas con el Fuero de los Mozárabes redactado en Toledo en 1101. Los musulmanes intentaron recuperar sus tierras para volver a acceder a Toledo, y se libran dos importantes batallas: una cerca de Pulgar, el 3 de agosto de 1114, y otra en Polán el 21 de agosto de 1116, ambas de resultado discutido por los historiadores. Ante la situación de inestabilidad, se decidió la construcción de torres defensivas, como las de Guadamur y Cervatos, para garantizar la seguridad de labradores y habitantes de la zona. En Polán, como en Guadamur, estas construcciones se fueron ampliando paulatinamente hasta convertirse en castillos. 
Alfonso VII cedió el territorio, como villa de realengo, a dos mozárabes, en pago de sus servicios: Miguel Asarafi y Domingo Abumelec. El primero obtuvo tres cuartos del total, y, sin hijos legítimos que heredaran su propiedad, cedió la mitad de lo que entonces era Polán a 46 pobladores mediante la concesión de una carta-puebla (1157); la otra parte la destinó Asarafi a atender a pobres y cristianos cautivos, y más tarde pasó a la Orden de Calatrava, que se responsabilizó también del castillo. El maestre de la Orden denuncia ante el rey Fernando III el Santo en 1248 que los Alcaldes de Toledo hacen intrusismo en sus terrenos: el proceso acaba con la propiedad de Polán en manos de la Orden, aunque civil y administrativamente pertenece a Toledo. 

### Edad Moderna
En el siglo XV el castillo, sin utilidad defensiva, se abandona, y pasa a ser durante más de un siglo propiedad de los Marqueses de Cerralbo. Polán no obtuvo el título de villa, y prefirió seguir acudiendo a los jueces de Toledo en caso de necesidad. Al ser lugar de realengo, no tuvo señor propio, pues lo era el rey a través de los mencionados jueces toledanos.
A finales del siglo XVI tiene Polán cuatro regidores perpetuos, por su condición de nobles terratenientes, por lo que el concejo protestó ante el rey. En los siglos que van hasta el XVIII Polán se consolida como uno de los pueblos más importantes de la zona, con los bosques de Ventosilla, Las Morras, Fuente del Caño y Zuarraz, sus huertas de frutales, hortalizas y cebada, sus viñedos y olivares, etc.

### Edad Contemporánea
En el siglo XIX se sufren los avatares y la inestabilidad política y social derivados de la Guerra de la Independencia y de los procesos de desamortización: la de Pascual Madoz sirvió en Polán para que los vecinos pudieran disponer de espacios para la caza, la recogida de leña, madera y pastos. También se desamortizan el castillo y propiedades de diversos monasterios y conventos toledanos (las llamadas manos muertas o improductivas), y las grandes fincas del término municipal (Alpuébrega, Daramazán, Portusa, Ventosilla).
En 1925, el escritor Félix Urabayen habla de Polán en el periódico El Sol: «Hay miles de olivos alineados en hondos surcos, rectos, erguidos, formando escuadrones que se pierden casi en las amoriscadas calles del pueblo. (...) El aspecto de Polán es pobre. La mejor prueba de que en el vecindario no abunda el papel del Estado es que no existen conventos dedicados a la enseñanza». Habla de las casas burguesas de los Dorado, Corcuera, Arribas, Roa y Rueda, y al resto las califica de «casitas humildes con sus corralillos de juguete». Contabiliza 600 vecinos repartidos en unas cincuenta calles. «Un mísero lugar que no posee más que un castillo en ruinas, una iglesia en pie y más de quinientos vasallos que carecen de un puñado de tierra que labrar», a pesar de que, añade, el término es tan rico que parece «una tierra de promisión». Estas palabras nos llevarán a entender algunos de los procesos que se vivirán en la Segunda República Española y en la posterior Guerra Civil. Del castillo dice Urabayen que en él se incubó El abuelo, de Benito Pérez Galdós, y que en Polán visitó la casa solariega del dramaturgo Lope de Rueda.
El 30 de agosto de 1926 una enorme riada ahogó a cinco vecinos; todos ellos vivían en los aledaños del arroyo del Conde, que atraviesa el pueblo. Ochenta fueron las casas destruidas, y los daños ascendieron a medio millón de pesetas de la época.
El golpe de Estado del 18 de julio de 1936 dio pie a la Guerra Civil de 1936-1939, acontecimiento trágico para el pueblo. Los sueños de igualdad y justicia social de unos chocaron con la resistencia y la defensa de la propiedad de otros, lo que causó numerosas muertes entre las familias de derechas (en la cruz conmemorativa que hay en la iglesia aparecen los nombres de muchos de estos polanecos) y los rojos (no sólo muertos durante la contienda, sino fusilados en la posguerra, encarcelados, prisioneros en campos de concentración o huidos al monte en partidas de maquis; dos polanecos, además, dejaron su vida en el Campo de concentración de Mauthausen-Gusen, en la Alemania nazi). Durante la guerra Polán fue acuartelamiento de tropas republicanas y dispuso de un aeródromo. También, como en otros consejos municipales en esa época, se acuñó papel-moneda de uso exclusivamente local (hubo tres billetes: rojo de 25 céntimos, verde de 50 céntimos y marrón de 1 peseta). 
La posguerra fue durísima. A los efectos devastadores de la guerra se unieron circunstancias económicas adversas derivadas de la dictadura, que ocasionaron enormes carencias y hambre en la población. Finalizado el periodo de autarquía, la situación económica en algunos sectores era peor que veinte años antes, en la II República (1931-1936). Se plantea entonces el Plan de Estabilización Económica de 1959 y los planes de desarrollo. Empieza la industrialización, con derivaciones como la emigración del campo a la ciudad.
El 3 de abril de 1979 se celebran de nuevo, desde los tiempos de la II República, elecciones municipales democráticas, tras las elecciones generales de junio de 1977.
A partir del censo de 1981 se aprecia una recuperación de la población de Polán de forma constante, de modo que un pueblo de emigración se convierte en un foco importante de inmigración, con unos 400 vecinos que en la actualidad proceden de otros países. En 1991, la población ocupada trabajaba en la agricultura (12 %), la industria (34 %), la construcción (16 %) y los servicios (38 %).

## Demografía
Cuenta con una población de 3932 habitantes (INE 2024).
| Gráfica de evolución demográfica de Polán entre 1842 y 2021                                                           |
| |
| Población de derecho según los censos de población del INE. Población de hecho según los censos de población del INE. |

## Símbolos
Escudo de un solo cuartel: de oro, castillo, de gules, mazonado, de sable y aclarado, de azur; acompañado en jefe, diestra, siniestra y punta de un olivo, de su color natural. Al timbre, corona real cerrada.
Encargado por el Ayuntamiento, propusieron los heraldistas e historiadores José Luis Ruz Márquez y Buenaventura Leblic García el escudo de Polán descrito basándolo en el castillo de villa y en el olivo como base tradicional de su agricultura. Tras ser dictaminado por la Real Academia de la Historia, fue aprobado por decreto n.º 103 de la Junta de Comunidades de Castilla-La Mancha de 12 de noviembre de 1985.

## Administración
| Periodo   | Nombre                   | Partido       |
| --------- | ------------------------ | ------------- |
| 1979-1983 | Francisco Ludeña Ferrero | Independiente |
| 1983-1987 | Francisco Ludeña Ferrero | AP            |
| 1987-1991 | Francisco Ludeña Ferrero | PP            |
| 1991-1995 | Francisco Ludeña Ferrero | PP            |
| 1995-1999 | Francisco Ludeña Ferrero | PP            |
| 1999-2003 | Pedro Cano Gómez         | PP            |
| 2003-2007 | Antonio Cortés Jándula   | PSOE          |
| 2007-2011 | Antonio Cortés Jándula   | PSOE          |
| 2011-2015 | Alberto Virseda Bajo     | PP            |
| 2015-2019 | Alberto Virseda Bajo     | PP            |
| 2019-2023 | Pedro Cano Gómez         | PP            |
| 2023-act. | Julia Sanz de Andrés     | PP            |

## Monumentos

### Ermita de San Sebastián
Resulta lógica la advocación de esta ermita, pues está situada en lo que fue la entrada del pueblo, y se hacía así para proteger de la peste, como en otros muchos lugares. 
En el interior tiene planta rectangular con un hueco a cada lado, que arquitectónicamente constituyen capillas, a las que se accede – al mismo tiempo que diferencian los espacios – mediante arcos de medio punto que surgen de los mismos muros lateras, no apoyan en columnas ni pilares. La cubierta es muy interesante: al exterior es una cubierta a dos aguas tejada, y al interior es un artesonado sencillo de madera que tiene tres pares de tirantes o vigas que la cruzan y otros dos en las esquinas del cabecero, el cual se diferencia de la nave central por estar a una altura superior. A la derecha del cabecero, sencilla y pequeña habitación con posibles funciones de sacristía. Muestra típica de la arquitectura popular toledana, encalada y con suelo de baldosas de barro cocido. El artesonado es muy humilde, sin ningún tipo de decoración polícroma. Sobre la medianera de la izquierda vemos la espadaña, hecha también en fábrica de ladrillo cocido, que tiene un solo ojo donde se sitúa la campana, enmarcado con pilastras y remate en forma triangular o de frontón.
Está documentada la existencia de otra a la salida -la de Santa Bárbara-, para proteger de las tormentas, aunque no se conserva casi nada de ella, se cree que las columnas del edificio parroquial pertenecían a esta antigua ermita. Tal vez fue un edificio exento, pero en la actualidad queda situado entre otros edificios de muy posterior construcción.

### Castillo

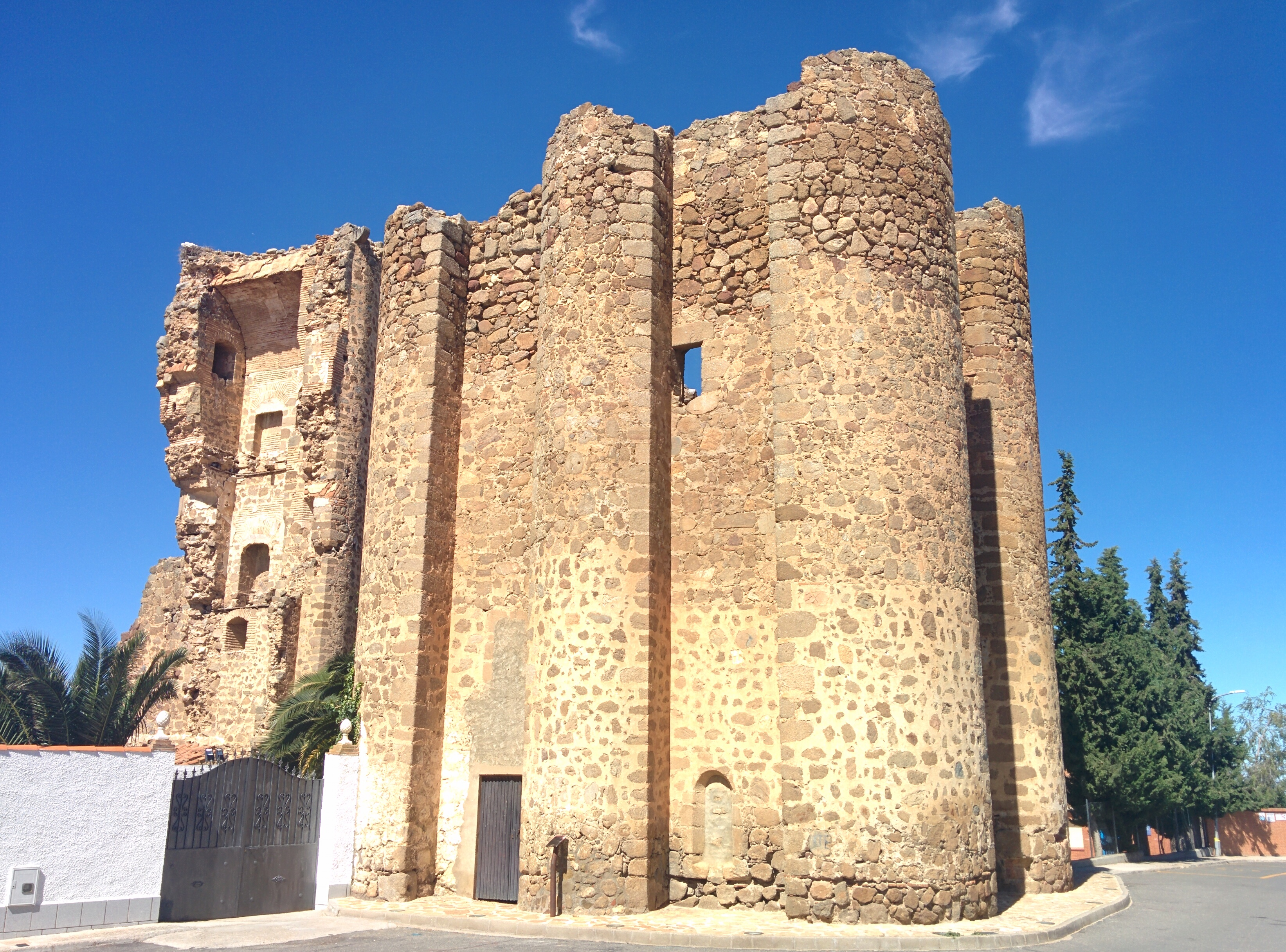
Castillo

Fortaleza construida hacia el siglo XII con fines defensivos contra las frecuentes incursiones de los musulmanes desde la zona sur del Tajo, y posteriormente modificada en los siglos XIV y XV. En 1470, Pero López de Ayala, alcalde mayor de Toledo y señor del cercano castillo de Guadamur, envió a Polán un pequeño ejército al mando de su hijo, con la misión de destruir la casa fuerte de Lope de Estúñiga, señor de esta villa, con la excusa de haber quebrantado la prohibición real de construir castillos en las cercanías de Toledo. Se conservan dos torres construidas en fábrica de mampostería con mortero de cal y arena, guijarros y ladrillos. Como característica peculiar, estas dos torres poseen unos fuertes estribos o contrafuertes convexos al exterior, muy similares a los utilizados en castillos militares franceses de los siglos XI y XII (Chavigny, Flaise y Loeches). En la torre más alta –tal vez la torre del homenaje— estos estribos se unen mediante arcos de medio punto fabricados en ladrillo y por encima aún conserva varios modillones de piedra berroqueña de doble can saledizo, típicos de la arquitectura toledana. 
Al interior se aprecia su distribución en cuatro pisos, y sobre el último el arranque de una bóveda. Presenta una gran variedad en las ventanas, que van desde un portillo de arco de medio punto, otras como aspilleras, también rectilíneas y alguna con arco escarzano de sillares, hasta la más elaborada con una decoración de perlas, que debe corresponder a una de las últimas remodelaciones. Las dimensiones de esta fortaleza debieron ser considerables; la tradición indica que debió llegar hasta la actual plaza, así como la configuración del terreno y las características y fines de este tipo de construcciones, parecen apoyar también esta suposición.

### Iglesia parroquial de San Pedro y San Pablo

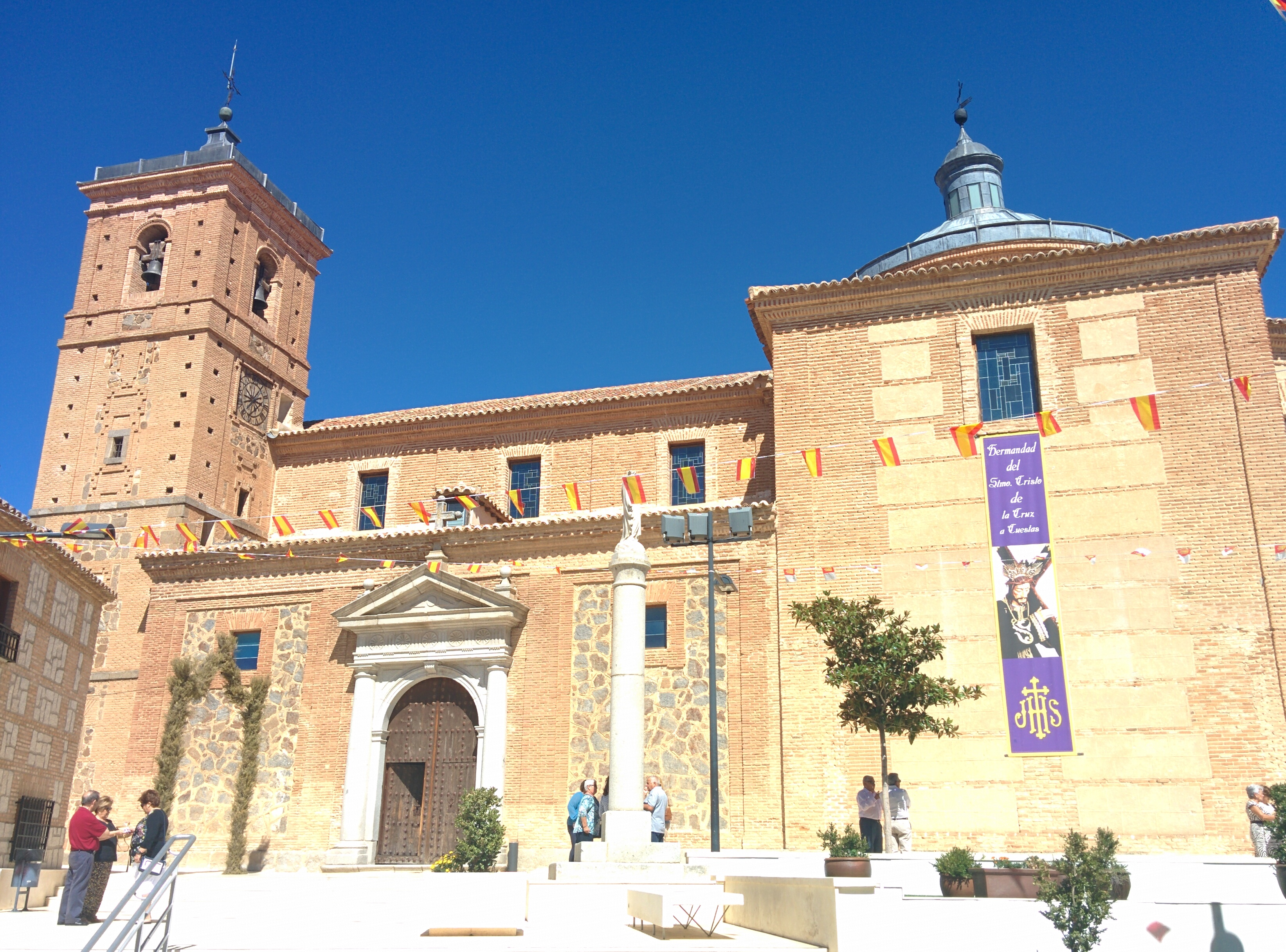
Iglesia de San Pedro y San Pablo

Tras el estudio arqueológico para su restauración, parece quedar patente que su construcción se iniciaría hacia el siglo XVI y tras dos ampliaciones, la última en el siglo XVIII gracias al interés demostrado por el Cardenal Lorenzana, llegaría a tener las dimensiones actuales. En la torre reza una inscripción en la que consta el año de 1719 como el de su finalización. Esta última ampliación corresponde al arquitecto Ignacio Hann, que empleó –como era muy habitual en él– las molduras de escayola para dar movimiento al interior y remarcar los elementos constructivos. 
El templo tiene planta de cruz latina, está distribuido en tres naves, cuya división se hace por medio de columnas exentas y medias columnas sobre un basamento cúbico, sobre las que apoyan, arcos de medio punto. La nave central se cubre con bóveda de cañón, y las laterales con bóveda de arista. Tiene un crucero cuya parte central se cubre con cúpula semiesférica sobre pechinas rematada con linternín, y ábside semicircular al interior y poligonal al exterior. A los pies coro alto y torre. La entrada principal está ubicada en la fachada meridional, y en la norte otra entrada, la sacristía y una capilla. Al exterior, como elementos constructivos, la mampostería y el ladrillo, a excepción de las esquinas que son de cantería. La portada, en la que intervinieron nombres de la talla de Juan Bautista Monegro y Andrés Montoya, siempre ha sido catalogada como barroca, pero especialistas como Fernando Marías la incluyen dentro del movimiento renacentista.

### Casa de los Dorado
Situada en la calle Domingo y Cea, pertenece a los siglos XIX y XX, exhibe una disposición de huecos en líneas verticales, con el eje central desplazado y mirador de hierro sobre la portada.

### Casa de los Corcuera
Data del siglo XIX. Su fachada principal, situada en la calle Mártires, presenta distribución simétrica de huecos, con dos balcones laterales y mirador central de hierro en la parte alta, y en la planta baja dos huecos con reja a eje vertical con los balcones, y la puerta de acceso central. De dimensiones considerables, tiene otra entrada por la fachada lateral, a modo de portalón de caballerías, bajo arco rebajado de descarga hecho de ladrillo a sardinel y cornisa sencilla de ladrillo.

### Casa de los Romillo

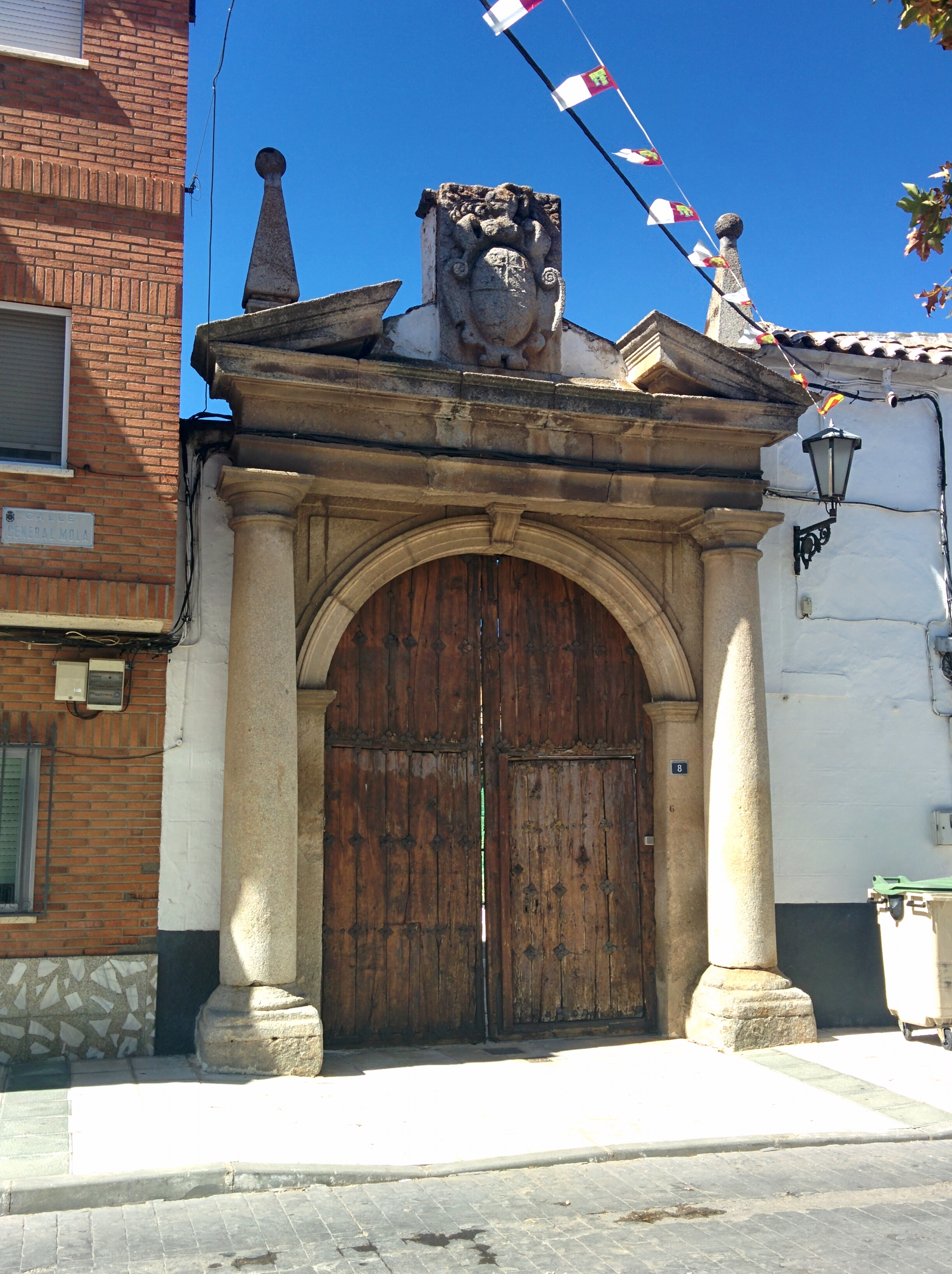
Portada de la Casa de las Columnas

Al otro lado de la calle encontramos este edificio del siglo XIX, cuyo estilo más relevante es el historicista. Casa de enormes dimensiones, su fachada principal tiene una parte retranqueada y está dividida en dos alturas mediante una línea de imposta de cemento con molduras a bocel. La distribución de huecos es regular, con balcones en la planta superior, decorados en estilo isabelino. Remata el edificio cornisa apoyada en ménsulas semejantes a las de los balcones, con línea de gotas bajo ellas. Mirador de carpintería de hierro en el segundo piso, situado en la esquina retranqueada, con profusa decoración de tipo modernista.

### Portada de la Casa de las Cadenas
La portada de la Casa de las Cadenas, donde, según la tradición, pernoctaba Santa Teresa de Jesús de camino a su casa de Cuerva.

### Portada de la Casa de las Columnas
Portada del siglo XVII, que pudo formar parte del palacio de los Guzmanes. La portada consiste en un arco de medio punto sobre pilastras con la clave resaltada, enmarcado todo por un orden gigante dórico de columnas sobre basamento, que soportan entablamento, y sobre él un curioso frontón triangular partido, adornado con escudo nobiliario central que hace referencia a las familias de los Encinas, Guzmanes y Herreras.

## Museo Etnográfico de Siberia y Asia Central

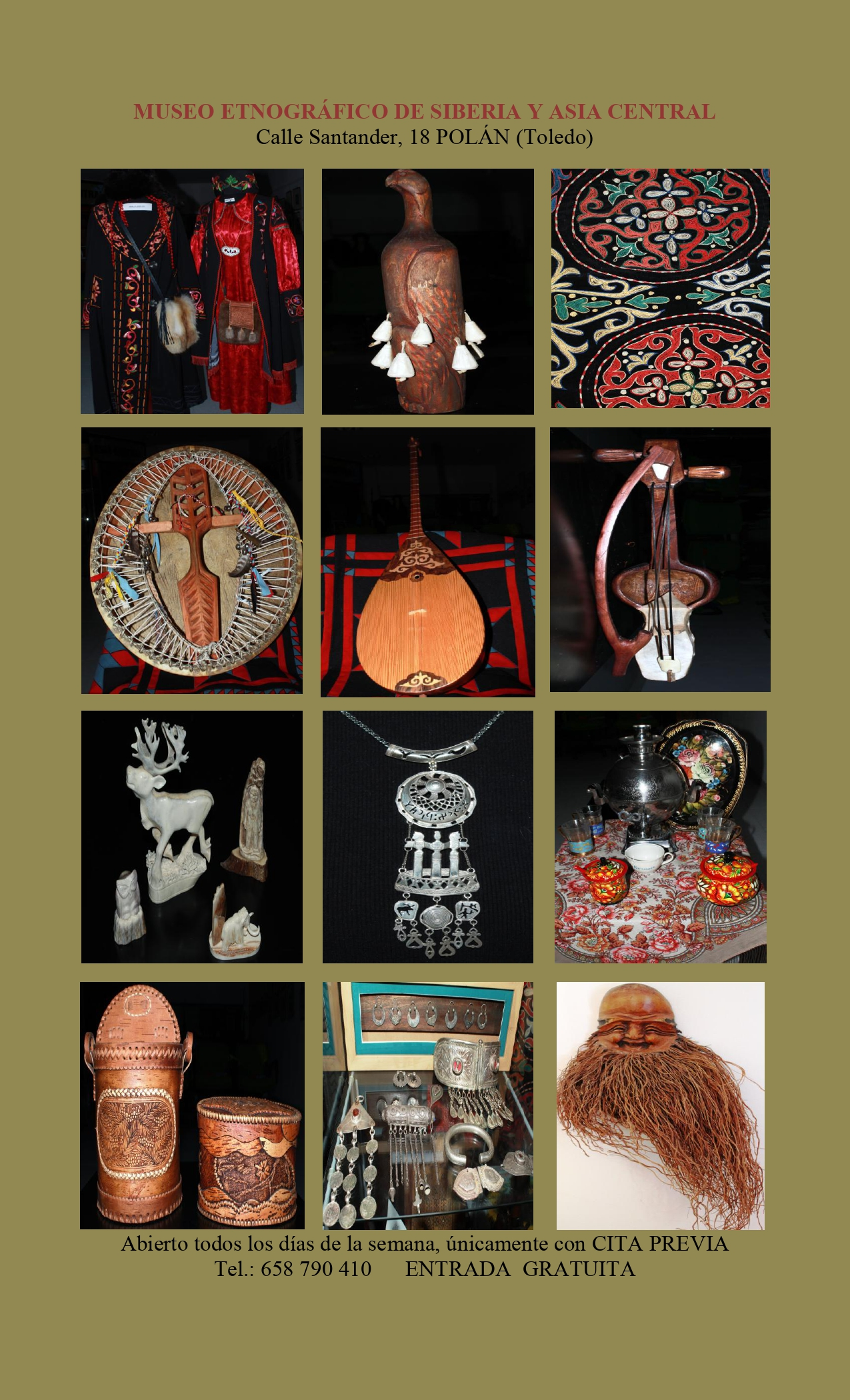
Museo Etnográfico de Siberia y Asia Central

Destacable resulta el Museo etnográfico de Siberia y Asia Central.

## Fiestas
- Mediados de mayo: Virgen de la Soledad.
- Finales de junio: fiestas en honor a San Pedro y San Pablo.
- 12 de septiembre: Cristo con la Cruz a Cuestas.